# Thrypticomyia dichromogaster
Thrypticomyia dichromogaster är en tvåvingeart som beskrevs av Edwards 1927. Thrypticomyia dichromogaster ingår i släktet Thrypticomyia och familjen småharkrankar. Inga underarter finns listade i Catalogue of Life.